# Olszczyzna
Olszczyzna (biał. Вольшчына; ros. Вольщина) – wieś na Białorusi, w obwodzie witebskim, w rejonie głębockim, w sielsowiecie Hołubicze, przy Puszczy Hołubickiej.

## Historia
W XIX w. folwark. W dwudziestoleciu międzywojennym wieś i folwark leżące w Polsce, w województwie wileńskim, w powiecie dziśnieńskim, do 11 kwietnia 1929 w gminie Dokszyce, następnie w gminie Hołubicze.
Według Powszechnego Spisu Ludności z 1921 roku zamieszkiwało:
- wieś – 46 osób, wszystkie były wyznania prawosławnego i zadeklarowały białoruską przynależność narodową. Było tu 9 budynków mieszkalnych[4]. W 1931 w 10 domach zamieszkiwało 51 osób[5].
- folwark – 38 osób, 27 były wyznania rzymskokatolickiego a 11 prawosławnego. Jednocześnie 30 mieszkańców zadeklarowało polską przynależność narodową a 8 białoruską. Było tu 5 budynków mieszkalnych[4]. W 1931 w 6 domach zamieszkiwało 51 osób[5].

Miejscowość należała do parafii rzymskokatolickiej w m. Zaszcześle i prawosławnej w Hołubiczach. Podlegała pod Sąd Grodzki w Głębokiem i Okręgowy w Wilnie; właściwy urząd pocztowy mieścił się w Hołubiczach.